# Llista de topònims de Creixell
Llista de topònims (noms propis de lloc) del municipi de Creixell, al Tarragonès
Informació actualitzada per un bot. Els canvis manuals es perdran quan s'actualitzi!

## cabana
| imatge | Nom                  | Ubicat a | instància de | Detalls | coordenades                                                         | Protecció | Commons (més fotos) | Dades a WD                    |
| ------ | -------------------- | -------- | ------------ | ------- | ------------------------------------------------------------------- | --------- | ------------------- | ----------------------------- |
|        | corral del Masot     | Creixell | cabana       |         | 41° 11′ 53″ N, 1° 25′ 38″ E / 41.1981929713602°N,1.42729652580723°E |           |                     | Modifica les dades a Wikidata |
|        | corralet del Francès | Creixell | cabana       |         | 41° 11′ 55″ N, 1° 24′ 53″ E / 41.1986851785791°N,1.41458390523575°E |           |                     | Modifica les dades a Wikidata |

## conjunt urbà
| imatge | Nom                      | Ubicat a | instància de | Detalls | coordenades                                                                                    | Protecció | Commons (més fotos) | Dades a WD                    |
| ------ | ------------------------ | -------- | ------------ | ------- | ---------------------------------------------------------------------------------------------- | --------- | ------------------- | ----------------------------- |
|        | Casals dels segles XVIII | Creixell | conjunt urbà |         | 41° 10′ 04″ N, 1° 26′ 27″ E / 41.167720794677734°N,1.440958023071289°E ca:Nucli antic          |           |                     | Modifica les dades a Wikidata |
|        | carrer de l'Església     | Creixell | conjunt urbà |         | 41° 10′ 05″ N, 1° 26′ 27″ E / 41.16817855834961°N,1.4409149885177612°E ca:Carrer de l'Església |           |                     | Modifica les dades a Wikidata |

## curs d'aigua
| imatge | Nom                   | Ubicat a                       | instància de | Detalls                                                | coordenades | Protecció | Commons (més fotos)   | Dades a WD                    |
| ------ | --------------------- | ------------------------------ | ------------ | ------------------------------------------------------ | --- | --------- | --------------------- | ----------------------------- |
|        | barranc de Mas Gibert | Creixell                       | curs d'aigua | Desemboca: mar Mediterrània                            | 41° 10′ 00″ N, 1° 26′ 00″ E / 41.166666666667°N,1.4333333333333°E 38 msnm                                                           |           |                       | Modifica les dades a Wikidata |
|        | torrent de l'Aguilera | Bonastre Roda de Berà Creixell | curs d'aigua | Desemboca: mar Mediterrània Llarg: 12km Conca: 31.6km² | 41° 14′ 10″ N, 1° 26′ 02″ E / 41.236222222222224°N,1.43375°E 41° 09′ 39″ N, 1° 27′ 17″ E / 41.16088888888889°N,1.4546666666666668°E |           | Torrent de l'Aguilera | Modifica les dades a Wikidata |

## entitat singular de població
| imatge | Nom                   | Ubicat a | instància de                                   | Detalls  | coordenades                                                                 | Protecció | Commons (més fotos) | Dades a WD                    |
| ------ | --------------------- | -------- | ---------------------------------------------- | -------- | --------------------------------------------------------------------------- | --------- | ------------------- | ----------------------------- |
|        | Creixell              | Creixell | entitat singular de població capital municipal | 1093 hab | 41° 09′ 58″ N, 1° 26′ 25″ E / 41.16618°N,1.44032°E 14 msnm                  |           |                     | Modifica les dades a Wikidata |
|        | Creixell Mar          | Creixell | entitat singular de població                   | 452 hab  | 41° 09′ 56″ N, 1° 26′ 42″ E / 41.1655135°N,1.44509622°E 17 msnm             |           |                     | Modifica les dades a Wikidata |
|        | Port Romà             | Creixell | entitat singular de població                   | 53 hab   | 41° 09′ 42″ N, 1° 27′ 17″ E / 41.161599°N,1.454858°E 2 msnm                 |           |                     | Modifica les dades a Wikidata |
|        | el Racó del Cèsar     | Creixell | entitat singular de població                   | 1600 hab | 41° 09′ 58″ N, 1° 25′ 46″ E / 41.1660095937661°N,1.42930611398478°E 40 msnm |           |                     | Modifica les dades a Wikidata |
|        | la Coma               | Creixell | entitat singular de població                   | 257 hab  | 41° 10′ 34″ N, 1° 26′ 09″ E / 41.176227145453°N,1.4359289510163°E 73 msnm   |           |                     | Modifica les dades a Wikidata |
|        | la Marina de Creixell | Creixell | entitat singular de població                   | 80 hab   | 41° 09′ 44″ N, 1° 27′ 23″ E / 41.162093181902°N,1.4565273047148°E 30 msnm   |           |                     | Modifica les dades a Wikidata |
|        | la Masó               | Creixell | entitat singular de població                   | 149 hab  | 41° 10′ 04″ N, 1° 26′ 14″ E / 41.16765998°N,1.43729732°E 48 msnm            |           |                     | Modifica les dades a Wikidata |
|        | la Plana              | Creixell | entitat singular de població                   | 122 hab  | 41° 10′ 14″ N, 1° 27′ 13″ E / 41.17050259°N,1.4537162°E 14 msnm             |           |                     | Modifica les dades a Wikidata |
|        | les Eres              | Creixell | entitat singular de població                   | 112 hab  | 41° 10′ 30″ N, 1° 26′ 08″ E / 41.17502288°N,1.43557256°E 71 msnm            |           |                     | Modifica les dades a Wikidata |
|        | les Morisques         | Creixell | entitat singular de població                   | 212 hab  | 41° 09′ 44″ N, 1° 26′ 10″ E / 41.16232644°N,1.436021998°E 39 msnm           |           |                     | Modifica les dades a Wikidata |
|        | les Sínies            | Creixell | entitat singular de població                   | 39 hab   | 41° 09′ 50″ N, 1° 27′ 10″ E / 41.163846136851°N,1.45291038838°E 6 msnm      |           |                     | Modifica les dades a Wikidata |

## església
| imatge | Nom                          | Ubicat a | instància de    | Detalls                     | coordenades | Protecció                   | Commons (més fotos)         | Dades a WD                    |
| ------ | ---------------------------- | -------- | --------------- | --------------------------- | --- | --------------------------- | --------------------------- | ----------------------------- |
|        | Ermita de la Verge de Fàtima | Creixell | església ermita | Estil: arquitectura popular | 41° 10′ 26″ N, 1° 26′ 24″ E / 41.173938°N,1.439997°E 41° 10′ 25″ N, 1° 26′ 29″ E / 41.173663301962634°N,1.4414659990118686°E 62.5 msnm | bé cultural d'interès local | Verge de Fàtima de Creixell | Modifica les dades a Wikidata |
|        | Sant Jaume de Creixell       | Creixell | església        |                             | 41° 10′ 04″ N, 1° 26′ 31″ E / 41.167887°N,1.44191°E                                                                                    | bé cultural d'interès local | Sant Jaume de Creixell      | Modifica les dades a Wikidata |

## masia
| imatge | Nom               | Ubicat a | instància de | Detalls                                                         | coordenades                                                                            | Protecció                   | Commons (més fotos) | Dades a WD                    |
| ------ | ----------------- | -------- | ------------ | --------------------------------------------------------------- | -------------------------------------------------------------------------------------- | --------------------------- | ------------------- | ----------------------------- |
|        | Casa d'Ivori      | Creixell | masia        |                                                                 | 41° 10′ 03″ N, 1° 26′ 28″ E / 41.167377643201°N,1.44115767199244°E ca:Carrer Raval, 11 |                             |                     | Modifica les dades a Wikidata |
|        | Masia de Pastorel | Creixell | masia        |                                                                 | 41° 10′ 02″ N, 1° 27′ 05″ E / 41.1671828981417°N,1.45142538121339°E                    |                             |                     | Modifica les dades a Wikidata |
|        | la Masieta        | Creixell | masia        |                                                                 | 41° 10′ 42″ N, 1° 25′ 28″ E / 41.1783373622467°N,1.42443353359442°E                    |                             |                     | Modifica les dades a Wikidata |
|        | mas Gibert        | Creixell | masia        | Estil: gòtic tardà arquitectura popular 16th century            | 41° 11′ 54″ N, 1° 25′ 16″ E / 41.198426°N,1.421122°E ca:Camí de Bonastre 146 msnm      | bé cultural d'interès local | Mas Gibert          | Modifica les dades a Wikidata |
|        | mas Mercader      | Creixell | masia        | Estil: arquitectura eclèctica arquitectura popular 17th century | 41° 11′ 07″ N, 1° 25′ 06″ E / 41.185201°N,1.418269°E ca:Camí de Bonastre 95 msnm       | bé cultural d'interès local | Mas Mercader        | Modifica les dades a Wikidata |

## muntanya
| imatge | Nom                 | Ubicat a                                | instància de | Detalls | coordenades                                                            | Protecció | Commons (més fotos) | Dades a WD                    |
| ------ | ------------------- | --------------------------------------- | ------------ | ------- | ---------------------------------------------------------------------- | --------- | ------------------- | ----------------------------- |
|        | Serra de Mas Gibert | Creixell                                | muntanya     |         | 41° 12′ 30″ N, 1° 25′ 36″ E / 41.2084°N,1.42654°E                      |           |                     | Modifica les dades a Wikidata |
|        | la Mola             | Bonastre la Pobla de Montornès Creixell | muntanya     |         | 41° 12′ 42″ N, 1° 25′ 02″ E / 41.2116572604°N,1.41730041394°E 317 msnm |           | La Mola (Bonastre)  | Modifica les dades a Wikidata |

## nucli de població
| imatge | Nom                    | Ubicat a | instància de      | Detalls                                  | coordenades                                                                                  | Protecció                   | Commons (més fotos)    | Dades a WD                    |
| ------ | ---------------------- | -------- | ----------------- | ---------------------------------------- | -------------------------------------------------------------------------------------------- | --------------------------- | ---------------------- | ----------------------------- |
|        | Constel·lació Creixell | Creixell | nucli de població |                                          | 41° 09′ 25″ N, 1° 26′ 25″ E / 41.156961°N,1.440327°E                                         |                             | Constel·lació Creixell | Modifica les dades a Wikidata |
|        | botigues de Mar        | Creixell | nucli de població | Estil: arquitectura popular 18th century | 41° 09′ 37″ N, 1° 27′ 19″ E / 41.1602762821°N,1.4553780814247°E ca:Platja de Creixell 2 msnm | bé cultural d'interès local | Botigues de Mar        | Modifica les dades a Wikidata |

## serra
| imatge | Nom          | Ubicat a                       | instància de | Detalls | coordenades                                                  | Protecció | Commons (més fotos)     | Dades a WD                    |
| ------ | ------------ | ------------------------------ | ------------ | ------- | ------------------------------------------------------------ | --------- | ----------------------- | ----------------------------- |
|        | Serra Llarga | Creixell la Pobla de Montornès | serra        |         | 41° 12′ 27″ N, 1° 24′ 50″ E / 41.20755833°N,1.41392222°E     |           | Serra Llarga (Creixell) | Modifica les dades a Wikidata |
|        | l'Aguilera   | Creixell Roda de Berà          | serra        |         | 41° 11′ 34″ N, 1° 25′ 42″ E / 41.1927°N,1.42826°E 170.8 msnm |           |                         | Modifica les dades a Wikidata |

## torre de defensa
| imatge | Nom                      | Ubicat a | instància de     | Detalls                                 | coordenades                                                                            | Protecció                                            | Commons (més fotos)            | Dades a WD                    |
| ------ | ------------------------ | -------- | ---------------- | --------------------------------------- | -------------------------------------------------------------------------------------- | ---------------------------------------------------- | ------------------------------ | ----------------------------- |
|        | Torre de Ca la Miquelina | Creixell | torre de defensa | Estil: gòtic tardà arquitectura popular | 41° 10′ 04″ N, 1° 26′ 30″ E / 41.1679°N,1.441726°E ca:Carrer de l'Església, 23 48 msnm | bé d'interès cultural bé cultural d'interès nacional | Torre de Ca la Miquelina       | Modifica les dades a Wikidata |
|        | Torre de Cal Xacó        | Creixell | torre de defensa | Estil: arquitectura gòtica              | 41° 10′ 06″ N, 1° 26′ 25″ E / 41.168423°N,1.440295°E                                   | bé cultural d'interès nacional                       | Torre de Cal Xacó (Creixell)   | Modifica les dades a Wikidata |
|        | torre de Cal Jeroni      | Creixell | torre de defensa | Estil: arquitectura gòtica 14th century | 41° 10′ 04″ N, 1° 26′ 27″ E / 41.167907°N,1.440763°E ca:Plaça Major, 1 46 msnm         | bé cultural d'interès nacional                       | Torre de Cal Jeroni (Creixell) | Modifica les dades a Wikidata |

## Misc
| imatge | Nom                                | Ubicat a               | instància de                                    | Detalls                                                                                      | coordenades                                                                                    | Protecció                                            | Commons (més fotos)                | Dades a WD                    |
| ------ | ---------------------------------- | ---------------------- | ----------------------------------------------- | -------------------------------------------------------------------------------------------- | ---------------------------------------------------------------------------------------------- | ---------------------------------------------------- | ---------------------------------- | ----------------------------- |
|        | Ca la Miquelina                    | Creixell               | edifici residencial                             | Estil: arquitectura del Renaixement                                                          | 41° 10′ 05″ N, 1° 26′ 28″ E / 41.16804885864258°N,1.4412339925765991°E ca:Carrer de l'Església |                                                      |                                    | Modifica les dades a Wikidata |
|        | Campanar de Sant Jaume             | Creixell               | campanar                                        | Arquitecte: Josep Maria Jujol i Gibert Estil: arquitectura modernista modernisme català 1917 | 41° 10′ 05″ N, 1° 26′ 31″ E / 41.168039°N,1.441972°E ca:Plaça de l'Església                    | bé cultural d'interès local                          | Campanar de Sant Jaume (Creixell)  | Modifica les dades a Wikidata |
|        | Castell de Creixell                | Creixell               | castell                                         | Estil: arquitectura popular                                                                  | 41° 10′ 06″ N, 1° 26′ 28″ E / 41.1682°N,1.44111°E ca:Carrer de l'Església 50 msnm              | bé d'interès cultural bé cultural d'interès nacional | Castell de Creixell                | Modifica les dades a Wikidata |
|        | Platja de Torredembarra i Creixell | Torredembarra Creixell | espai d'interès natural                         | Llarg: 2160m Ample: 30m                                                                      | 41° 09′ 06″ N, 1° 25′ 52″ E / 41.15166667°N,1.43111111°E                                       |                                                      | Platja de Torredembarra i Creixell | Modifica les dades a Wikidata |
|        | Pont de la Murtra                  | Creixell               | pont                                            |                                                                                              | 41° 09′ 46″ N, 1° 27′ 14″ E / 41.1628579302717°N,1.45400641220977°E                            |                                                      |                                    | Modifica les dades a Wikidata |
|        | casa consistorial de Creixell      | Creixell               | casa consistorial                               |                                                                                              | 41° 10′ 05″ N, 1° 26′ 26″ E / 41.1680928°N,1.4405083°E                                         |                                                      |                                    | Modifica les dades a Wikidata |
|        | font de Mas Gibert                 | Creixell               | font                                            |                                                                                              | 41° 12′ 29″ N, 1° 25′ 18″ E / 41.2081157035413°N,1.42177505684962°E                            |                                                      |                                    | Modifica les dades a Wikidata |
|        | gorg de Creixell                   | Creixell               | zona humida                                     | Superfície: 26.26ha                                                                          | 41° 09′ 31″ N, 1° 26′ 40″ E / 41.1586°N,1.4444°E                                               |                                                      | Gorg de Creixell                   | Modifica les dades a Wikidata |
|        | mar Mediterrània                   |                        | mar interior mar mediterrani conca hidrogràfica | Superfície: 2500000km² Profunditat: 5267 1541m Volum: 3839000km³                             | 38° N, 17° E / 38°N,17°E 0 msnm                                                                |                                                      | Mediterranean Sea                  | Modifica les dades a Wikidata |
|        | platja de Creixell                 | Creixell               | platja platja d'arena daurada                   | Llarg: 1822m Ample: 50m                                                                      | 41° 09′ 31″ N, 1° 26′ 55″ E / 41.158676496877064°N,1.4487312761196889°E                        |                                                      | Platja de Creixell                 | Modifica les dades a Wikidata |
|        | ruïnes romanes                     | Creixell               | despoblat edifici històric                      |                                                                                              | 41° 09′ 38″ N, 1° 26′ 15″ E / 41.160446428455°N,1.43750795660667°E                             |                                                      |                                    | Modifica les dades a Wikidata |